# Shahrestān-e Fūman
Shahrestān-e Fūman (persiska: شهرستان فومن, فومن) är en delprovins (shahrestan) i Iran.   Den ligger i provinsen Gilan, i den nordvästra delen av landet, 260 km nordväst om huvudstaden Teheran.
Delprovinsen hade 92 310 invånare 2016.